# Astracantha eriocephala
Astracantha eriocephala är en ärtväxtart som först beskrevs av Carl Ludwig von Willdenow, och fick sitt nu gällande namn av Dieter Podlech. Astracantha eriocephala ingår i släktet Astracantha och familjen ärtväxter. Inga underarter finns listade i Catalogue of Life.